# Ролстон, Энтони
Энтони Ролстон (англ. Anthony Ralston; род. 16 ноября 1998, Глазго) — шотландский футболист, защитник клуба «Селтик» и сборной Шотландии. Участник чемпионата Европы 2024.

## Клубная карьера
Ролстон — воспитанник клуба «Селтик». 11 мая 2015 года в матче против «Сент-Джонстона» он дебютировал в шотландской Премьер-лиге. Летом того же года Ролстон на правах аренды перешёл в «Куинз Парк». 15 августа в матче против «Клайда» он дебютировал во Второй лиге. 26 сентября в поединке против «Стерлинг Альбион» Энтони забил свой первый гол за «Куинз Парк». По окончании аренды Ролстон вернулся в «Селтик». 8 августа в поединке Кубка Шотландии против «Килмарнока» Энтони забил свой первый гол за клуб. В начале 2018 года Ролстон был арендован «Данди Юнайтед». 27 марта в матче против «Инвернесс Каледониан Тисл» он дебютировал в шотландском Чемпионшипе. 7 апреля в поединке против «Дамбартона» Энтони забил свой первый гол за «Данди Юнайтед». 
Летом 2019 года Ролстон был арендован клубом «Сент-Джонстон». 14 сентября в матче против «Абердина» он дебютировал за новую команду. По окончании аренды игрок вернулся в «Селтик». 16 сентября 2021 года в матче Лиги Европы против испанского «Бетиса» он забил гол. В составе клуба Энтони дважды выиграл чемпионат и завоевал национальный кубок.

## Международная карьера
15 ноября 2021 года в отборочном матче чемпионата мира 2022 против сборной Дании Ролстон дебютировал за сборную Шотландии. 8 июня 2022 года в поединке Лиги Европы против сборной Армении он забил свой первый гол за национальную команду. 
В 2024 году Радстон принял участие в чемпионате Европы  в Германии. На турнире он сыграл в матчах против сборных Германии, Швейцарии и Венгрии.

### Гол за сборную Шотландии
| #   | Дата        | Место                           | Противник | Счёт | Результат | Соревнование              |
| --- | ----------- | ------------------------------- | --------- | ---- | --------- | ------------------------- |
| 01. | 8 июня 2022 | Хэмпден Парк, Глазго, Шотландия | Армения   | 1:0  | 2:0       | Лига наций УЕФА 2022/2023 |

## Достижения
Клубные
«Селтик»
- Чемпион Шотландии (3): 2021/2022, 2022/2023, 2023/2024
- Обладатель Кубка Шотландии (2): 2022/2023, 2023/2024
- Обладатель Кубка шотландской лиги (2): 2021/2022, 2022/2023